# Актьорско майсторство
Актьорско майсторство може да означава специалност в институтите по театрално и кино изкуство, а по-общо професионална творческа дейност, състояща се в пресъздаването на сценични образи, с други думи изпълнение на роли от професионални актьори.
Въздействието върху зрителите зависи от много фактори като декори, грим, облекло, но най-вече от актьорската игра и способността на актьорите да създават автентични и достоверни образи на сцената и на екрана.
Общият принцип на актьорското майсторство е превъплъщението, което бива вътрешно и външно.
- Външно – грим, костюми, маски, обувки, прическа
- Вътрешно – дикция, музикален слух, памет, въображение, способност за импровизация, гримаси, походка, емоционалност и други

Макар че не всички актьори имат професионална подготовка, шансовете да станат добри се увеличават значително ако завършат драматична школа. Обикновено всеки, който завърши средно образование, може да се запише да учи в такава школа, ако вземе приемните изпити. Много от тях ползват техниките на Константин Станиславски. В България такова училище е Националната академия за театрално и филмово изкуство, известно като НАТФИЗ, а в миналото като ВИТИЗ. В специалността „Актьорско майсторство“ се обучават бъдещите актьори, като класовете включват аспекти като интерпретация на текст, използване и овладяване на гласа и движения на тялото.